# 茶谱 (朱权)
《茶谱》由朱权著于明正统四年（1440年）。朱权是明太祖朱元璋第十七子，号丹丘先生。朱权在《茶谱》中首次提出不将茶叶压成茶并，也不加香料，以保存茶的真香的饮请茶法，自成一家，从而开创了明朝饮散茶的新时代。《茶谱》共16章：
- 品茶  在谷雨前采取一叶一芽的茶叶，研成细末，不将茶叶压成茶并，也不加香料，以保存茶的真香。
- 收茶  收藏时用箬叶包裹，放在木制的茶焙里，每两三天焙一次，温度如同人体温。
- 点茶
- 熏香茶法
- 茶炉
- 茶灶
- 茶磨
- 茶碾
- 茶罗
- 茶架
- 茶匙
- 茶筅
- 茶瓯
- 茶瓶
- 煎汤法
- 品水